# Pippa Garner
Pour les articles homonymes, voir Garner.
Pippa Garner, née le 22 mai 1942 à Evanston et morte le 30 décembre 2024, est une inventrice, photographe, performeuse et écrivaine américaine, refusant d'être assignée à une catégorie particulière, y compris celle du genre.
Sa création exprime une critique de la société de consommation, sous forme humoristique et parodique. Elle détourne et transforme des objets du quotidien, à commencer par l'automobile. Dans sa pratique artistique et dans sa vie, Pippa Garner s'évertue à brouiller les pistes, effacer les lignes de démarcation. Elle donne ou détruit la plupart de ses œuvres dont on ne conserve souvent que des traces photographiques. Pippa Garner s'identifie comme une personne non binaire.

## Biographie
Garner est née en 1942 à Evanston sous le nom de Philip Garner, dans la banlieue de Chicago et s'installe à Los Angeles en 1961,.
En 1966, elle travaille sur une chaîne de montage automobile dans la région de Detroit avant d'être enrôlée pour la guerre du Vietnam à l'âge de 21 ans. Elle est affectée au 25e régiment d'infanterie où elle est « artiste de combat », c'est-à-dire qu'elle est chargée de réaliser des croquis, des illustrations et des peintures à des fins de documentation. Au Vietnam, elle est exposée à l'agent orange qui lui provoque plus tard une leucémie et des troubles de la vue,,,.
À son retour du Vietnam, Garner intègre le département de design automobile de l'ArtCenter College of Design de Pasadena, en Californie, mais en est expulsée après avoir soumis son projet de fin d'année en 1969.

## La non-binarité
Dans les années 1980, Pippa Garner entame une transition de genre qu'elle considère comme un « projet artistique visant à créer une désorientation dans ma position dans la société et à empêcher en quelque sorte toute possibilité de retomber dans un stéréotype ». Elle devient en quelque sorte son propre projet artistique et en fait une performance en continu jusqu'au milieu des années 1990.
« Il y avait quelque chose qui semblait toujours étrange dans le fait d'être aux prises avec un genre, ou d'être isolée par son genre. Parce que la publicité, le consumérisme, à l'arrière-plan de ma vie, était très axé sur le genre. Il y avait des choses pour les femmes et des choses pour les hommes. C'était de la masculinité à outrance ou de la féminité à outrance, macho ou maquillée. Et si vous ne le ressentiez pas vous-même, vous vous sentiez mal à l'aise ».
Elle effectue une chirurgie d'affirmation de genre en Belgique en 1993, après des années de transition avec des médicaments hormonaux auto-administrés provenant du marché noir dans les années 1980 à Los Angeles. La transition n'a pas toujours été facile. À l'époque et encore au début des années 2000, les notions de non-binarité ou de transidentité ne sont pas encore très répandues, il faut choisir et, comme elle dit, « sauter par-dessus la clôture ». L'approche de Pippa Garner est souvent mal comprise, et le monde artistique de Los Angeles l'a plus ou moins désavouée,,.
Elle passe alors du modèle très masculin de Phil Garner à celui très féminin de Pippa Garner pour finalement choisir une position médiane, et supprimer complètement « la clôture ». Elle documente les étapes de sa transition par des textes et des photographies, des documents légaux et sa correspondance avec les thérapeutes.

## Œuvre artistique
Les créations de Pippa Garner, performances, sculptures, dessins, vidéos, photographies ou T-shirts sont essentiellement des satires de la culture de consommation. La plupart de ses œuvres ont été données ou détruites mais elle conserve une archive de plusieurs centaines de photographies.

### Les voitures
Garner fréquente l'ArtCenter of Design où elle étudie le design automobile. Sa fascination pour les voitures évolue vers un regard critique de ce symbole de la société de consommation. Elle thématise la relation entre le corps humain et la voiture — d'abord en tant que designer puis comme artiste. Elle crée des modèles de voitures absurdes comme Kar-Mann (Half Human Half Car), mi-automobile, mi-humaine, se terminant par un corps masculin dont une jambe est levée comme un chien qui urine. Elle est renvoyée de l'école assez rapidement,,. Plus tard, en 1975, elle conçoit The Backwards Car pour le magazine Esquirre, une voiture Chevrolet dont les châssis avant et arrière sont intervertis afin de donner l'impression qu'elle roule en marche arrière. Cette œuvre marque le début d'une collaboration avec l'artiste Chip Lord du collectif d'architecture d'avant-garde, Antfarm. Ils présentent ensemble Chevrolet Training Film au Whitney Museum of American Artt en 1980. Garner organise encore deux spectacles au Musée d'Art contemporain de Los Angeles sur la culture automobile dans la ville.

### Les objets
Pippa Garner commence sa carrière en inventant et produisant des objets farfelus comme Shower-in-a-Can, le Palmbrella et le patin à roulettes à talons hauts. Elle publie un certain nombre de livres rassemblant ces objets qui sont restés des prototypes et n'ont jamais été fabriqués. Nombre d'entre eux sont des hybrides entre l'homme et l'appareil, comme le Vaccujac (« l'aspirateur portable »), le SelfPhone (humain avec un torse de téléphone), le Smart Ass (une voiture intelligente fixée sur les fesses d'une femme). Elle y exprime une critique du consumérisme.

### Publications
Au début des années 80, Garner publie son œuvre écrite la plus connue, Better Living Catalog de Philip Garner, un texte humoristique sur le consumérisme. Elle est suivie de deux autres livres, Utopia et Gadgets and Gizmos.

### Photographies
Pippa Garner prend de nombreuses photos de rue lors de des randonnées à vélo à Los Angeles, photos amusantes ou provocatrices où les humains ne figurent que rarement. Ses photos sont publiées dans divers magazines de haute qualité tels que Vogue, Rolling Stone, Esquire, Playboy ou Car and Driver. Elle les insère parfois dans les emplacements destinés à la publicité, brouillant les pistes et effaçant les lignes de démarcation comme elle aime à le faire,,,.
Sa série de portraits de serveuses de café de 1972, images respectueuses de femmes au travail, est différente de ses photos habituelles, ni drôle, ni salace. Cependant, pour la première et unique fois, elle ne trouve pas de magazine intéressé par leur publication.
Elle fait également de très nombreuses photographies des objets qu'elle a réalisés et qui ont disparu pour la plupart. Lorsqu'elle pose elle-même, elle fait appel aux photographes Tim Street-Porter ou James Hamilton (en) pour la prise de vue.

### Le vêtement et la mode
Le vêtement joue un rôle important dans la pratique de Pippa Garner. Elle joue du costume masculin, crée le demi-costume dont la veste et la chemise sont coupés en crop-top, positionne les cravates sur les jambes, décentre les cols de chemise…

### Le corps au centre de la performance
Poussant encore plus loin son approche du corps comme objet, Pippa Garner en fait un jeu pour le public. Dans une exposition à O-Townhouse organisée en collaboration avec Redling Fine Art en 2019, elle expose son corps dans TORSOMAT, une œuvre ressemblant à un stand de parc d'attractions dans lequel elle se tient, son visage et ses jambes enveloppés par un rideau, à portée des mains des visiteurs. Dans Crowd Shroud en 2017, elle place un fauteuil roulant dans une boîte avec un miroir sans tain, de sorte qu'elle peut voir à l'extérieur sans que personne puisse voir à l'intérieur, ce qui lui permet de se déplacer de manière invisible dans une foule. Pour la sculpture/performance Action Figure (2019), les spectateurs peuvent faire bouger ses membres en faisant du vélo, comme une marionnette.

### Les talk-shows
En 1982, Pippa Garner apparaît dans des talk-shows, notamment dans Merv Griffin Show ou The Tonight Show Starring Johnny Carson lors duquel elle fait la promotion des objets absurdes qu'il invente, portant son fameux Half-Suit, demi-costume. Elle utilise d'ailleurs tous les canaux de diffusion possible pour ses créations sans préférence de cible ou de contexte, les magazines Car & Driver, Rolling Stone, Arts & Architecture et Vogue en font partie.

## Publications
- Philip Garner's Better Living Catalog: 62 Absolute Necessities for Contemporary Survival, 1982, Putnam Publishing Group
- Utopia—or Bust! Products for the Perfect World, 1984, Putnam Publishing Group
- Garner's Gizmos & Gadgets, 1987, Perigee Trade

## Expositions
- 2023 : Pippa Garner, Adelhyd van Bender, Claire Pentecost, Frac Lorraine, Metz[14]
- 2022 : Pippa Garner: Act Like You Know Me, Kunstverein Munich, 2022 et Kunsthalle Zürich, 2023[13].
- 2021 : Immaculate Misconceptions, galerie JOAN, Los Angeles[15]
- 2017 : exposition personnelle, Redling Fine Art, Los Angeles[16]

## Collections
Le travail de Pippa Garner fait partie de la collection de l'Audrain Auto Museum de Rhode Island, une sélection de ses photographies est conservée dans les archives de la bibliothèque d'art contemporain.